# Lîsneakî, Liuboml
Lîsneakî (în ucraineană Лисняки́) este un sat în comuna Zapillea din raionul Liuboml, regiunea Volînia, Ucraina.

## Demografie
Componența lingvistică a localității Lîsneakî
     Ucraineană (95,92%)
     Rusă (3,06%)
     Alte limbi (0,51%)
Conform recensământului din 2001, majoritatea populației localității Lîsneakî era vorbitoare de ucraineană (95,92%), existând în minoritate și vorbitori de rusă (3,06%).